# Cessna 525 CitationJet
Il Cessna 525 CitationJet è un business jet bimotore a getto prodotto dall'azienda statunitense Cessna Aircraft Company dagli anni novanta.
Realizzato in diverse sottoversioni, sviluppi dell'originale Model 525, viene utilizzato in numerose compagnie di aerotaxi mondiali.

## Storia

### Sviluppo
L'originale Model 525 CitationJet venne sviluppato per sostituire i Citation e Citation I, immessi sul mercato nel 1989. Benché molto somigliante ai precedenti modelli, il CitationJet risulta essere un progetto totalmente nuovo caratterizzato da una fusoliera modificata nella sezione anteriore, una nuova ala a flusso laminare supercritico e un nuovo impennaggio a T. La propulsione venne affidata a due motori turboventola Williams FJ44 mentre l'equipaggio venne ridotto ad un unico pilota grazie ad un'avionica EFIS.
La fusoliera del CitationJet è di 27 cm (11 in) più corta del Citation I ma grazie all'abbassamento del corridoio centrale l'accessibilità risulta migliorata.
Il primo esemplare venne portato in volo per la prima volta il 29 aprile 1991 mentre la sua prima consegna venne effettuata il 30 marzo 1993.

## Utilizzatori
Nigeria
- Nigerian Air Force

2 CJ3 da pattugliamento marittimo ordinati. Entrambi gli aerei sono stati consegnati nell'aprile del 2021.